# Світлої пам'яті Раїси Кириченко
«Світлої пам'яті Народної артистки України Раїси Кириченко» — документалний фільм пам'яті Раїси Кириченко.

## Опис
Фільм знято студією ДТРК «Культура» у 2008 році. Автор і режисер - Нелля Даниленко. Директор — Раїса Проніна.
У фільмі вміщено інтерв'ю знайомих та друзів Раїси Кириченко, а також фрагменти з виступів Раїси Кириченко та Миколи Кириченка.
Тривалість — 26 хвилин.
Фільм демонструвався до 50-річчя заснування Національної премії України імені Тараса Шевченка.